# Austronia
Austronia – rodzaj błonkówek z infrarzędu owadziarek, jedyny z monotypowej rodziny Austroniidae. Endemiczny dla Australii. Obejmuje trzy opisane gatunki.

## Morfologia
Błonkówki o ciele długości około 5 mm, stosunkowo tęgiej budowy. Oskórek jest gładki, a ubarwienie czarne lub czerwono-czarne. Czułki samca buduje 14, a samicy 15 członów. Przedplecze jest dość duże, u samicy niemal w połowie tak długie jak szerokie, u samca krótsze. Pośrodku powierzchni przedplecza biegnie ostra listewka poprzeczna. Przednia część tarczy śródplecza jest częściowo nakryta przedpleczem. Użyłkowanie skrzydła przedniego cechuje się zanikającą żyłką Rs+M oraz żyłką poprzeczną medialno-kubitalną (m-cu) dochodzącą do żyłki kubitalnej przedniej (CuA) znacznie wcześniej niż ta się rozwidla. W skrzydle tylnym poprzeczna żyłka wychodzi z żyłki radialnej nieco przed jej szczytem i osiąga tylną krawędź skrzydła, po czym zakrzywia się ku podstawie. Odnóża tylnej pary mają biodra umieszczone blisko otworu pozatułowia. Stopy wszystkich par zwieńczone są niezmodyfikowanymi pazurkami. Stylik jest u samców dość silnie wydłużony, u samic zaś wydłużony słabo. Metasoma kształtem nieco przypomina skalpel, zwłaszcza u samic, u których to jest bocznie ścieśniona. Pokładełko jest schowane w metasomie, dość długie i u wierzchołka zakrzywione ku górze.

## Ekologia i występowanie
Owady te zasiedlają wilgotne lasy południowej Australii i Tasmanii. Przypuszczalnie są parazytoidami, jednak ich żywiciele i biologia pozostają nieznane.

## Taksonomia
Do rodzaju należą trzy opisane gatunki:
- Austronia nigricula Riek, 1955
- Austronia nitida Riek, 1955
- Austronia rubrithorax Riek, 1955

Rodzaj wprowadzony został w 1955 roku przez Edgara F. Rieka na łamach „Australian Journal of Zoology”. W tej samej publikacji opisane zostały wszystkie trzy jego gatunki, z których typowym wyznaczono A. nitida. Riek zaliczył ów rodzaj do rodziny Heloridae. W 1975 roku Michaił Kozłow umieścił go w nowej rodzinie Austroniidae. W 1980 roku Aleksandr Rasnicyn wyróżnił wśród Austroniidae dwie podrodziny, Austroniinae z rodzajem Austronia i wymarłe Trupochalcidinae. Te drugie klasyfikuje się współcześnie jako odrębną rodzinę Trupochalcididae poza nadrodziną Diaprioidea, podczas gdy Austroniidae pozostają monotypową rodziną w obrębie tej nadrodziny.